# Jean-Joseph Marcel
Jean-Joseph Marcel, né à Paris le 24 novembre 1776 et mort à Paris le 11 mars 1854, est un imprimeur français.

## Biographie
Il est petit-neveu du consul de France au Caire.
Ingénieur et orientaliste, il fait partie de l'expédition d'Égypte en tant qu'interprète, et est nommé directeur de l'imprimerie nationale au Caire.
Il recueille des manuscrits et inscriptions qui serviront à la Description de l'Égypte.
Malgré ses travaux, il ne fait partie ni de l'Institut d'Égypte, ni de l'Institut de France.
Membre de la Société des observateurs de l'homme, des Sociétés asiatiques de Paris et de Calcutta, de la société orientale du Kaire, des Lincei de Rome, &c
De retour en France, il est nommé le 1er janvier 1803, directeur de l'Imprimerie nationale, puis Imprimerie Impériale. Il le reste jusqu'en 1815. Il dote l'imprimerie de cinquante presses supplémentaires, et d'un atelier oriental. En 1805, lors de la visite du pape Pie VII, il fait imprimer, en sa présence, l'oraison dominicale (oratio dominica) en cent cinquante langues, chacune des presses tirant au fur et à mesure une feuille séparée composée des caractères particuliers de chaque langue.
Après s'être caché quelque temps au début de la seconde Restauration, il reprend ses travaux d'érudition et supplée Prosper Gabriel Audran de 1817 à 1820, de son cours au Collège de France.
Lors de la conquête de l'Algérie en 1830, il publie un dictionnaire franco-arabe,.
Il était chevalier de la Légion d'honneur(LH/1725/31).

## Publications
- Jean-Baptiste Breton de La Martinière,  L'Égypte et la Syrie, ou Mœurs, usages, coutumes et monuments des Égyptiens, des Arabes et des Syriens, précédé d'un précis historique par M. Breton..., accompagné de notes et éclaircissemnents par M. Marcel..., Paris, A. Nepveu, 1814, 6 vol, cité par Yves Laissus.
- Histoire scientifique et militaire de l'expédition française en Égypte..., sous la direction de MM. X.B. Saintine, J.J. Marcel, L. Reybaud..., Paris, A.J. Denain, 1832-1836, 10 vol. et atlas, cité par Yves Laissus.
- Marcel (Jean-Joseph),  Supplément à toutes les biographies. Souvenir de quelques amis d'Égypte : Sulkowski, Venture du Paradis, Gloutier, Ch. Magallon, Beauchamp, Belletête, Raigel, par J.J. Marcel, Paris, H. Dupuy impr. 1834, cité par Yves Laissus.

- Jean-Joseph Marcel, Alphabet arabe, turk et persan , à l'usage de l'Imprimerie orientale et française, Le Caire, 1798, 16 p. (lire en ligne sur Gallica).

- Marcel (Jean-Joseph), Grammaire arabe vulgaire du dialecte d'Egypte, au Kaire : Imprimerie nationale, an VIII, 1799.
- Belin, Notice nécrologique et littéraire sur M. J.J. Marcel... ancien directeur de l'imprimerie impériale, etc. par M. Belin, drogman chancelier, interprète en chef de l'armée d'Orient, dans Journal asiatique, ou Recueil de mémoires... publié par la Société asiatique, 5e série, t. III, 1854, p. 553-562, cité par Yves Laissus

### Hommages
- Il a inspiré l'un des personnages du roman historique Le secret de Champollion